# Vincelles, Marne
Vincelles är en kommun i departementet Marne i regionen Grand Est (tidigare regionen Champagne-Ardenne) i nordöstra Frankrike. Kommunen ligger i kantonen Dormans som tillhör arrondissementet Épernay. År 2022 hade Vincelles 326 invånare.

## Befolkningsutveckling
Antalet invånare i kommunen Vincelles
| Referens: INSEE |